# Bino Bini
Bino Bini, född 23 januari 1900 i Livorno, död 5 april 1974 i Livorno, var en italiensk fäktare.
Bini blev olympisk guldmedaljör i sabel vid sommarspelen 1924 i Paris.